# Jessica Brown Findlay
Jessica Brown Findlay (14 september 1989) is een Britse actrice. Zij speelt onder meer de rol van Lady Sybil Crawley in de tv-serie Downton Abbey.
Brown Findlay volgde aanvankelijk een opleiding tot ballerina. Op haar vijftiende werd ze uitgenodigd om te dansen in het Royal Opera House in London. Deze danscarrière stopte echter na een operatie aan haar enkel. Hierna nam ze acteerlessen en werd al snel gevraagd voor een rol in de Britse tv-serie Misfits. Daarna speelde ze de rol van Sybil Crawley in Downton Abbey. In 2011 had ze de hoofdrol in de Britse rolprent Albatross van regisseur Niall MacCormick en in 2014 speelde ze een van de hoofdrollen in Winter's Tale.
Ook speelde zei de hoofdrol in de Britse miniserie Jamaica Inn, die door de BBC in 2014 werd uitgezonden. Ook speelde ze een belangrijke rol in een aflevering van de Netflix-serie Black Mirror.
- Bibsys: 1542227322037
- Biblioteca Nacional de España: XX5594810
- Bibliothèque nationale de France: cb16924636k (data)
- Catàleg d'autoritats de noms i títols de Catalunya: 981058520573106706
- Gemeinsame Normdatei: 1043078770
- International Standard Name Identifier: 0000 0003 6973 5446
- Library of Congress Control Number: no2012049403
- Nationale Bibliotheek van Tsjechië: xx0261952
- Nederlandse Thesaurus van Auteursnamen: 394182456
- Système universitaire de documentation: 19690692X
- Virtual International Authority File: 244339743
- WorldCat: E39PBJqFMVJP4C9hkGXKtKRFrq